# موشک (کوهسرخ)
موشک یا میچک؛ نام روستایی تاریخی از توابع دهستان برکوه، بخش مرکزی شهرستان کوهسرخ در استان خراسان رضوی است. بر اساس سرشماری سال ۱۳۸۵ جمعیت آن (۳۳۱ خانوار) ۱٬۱۷۱ نفر بوده است. و همچنین بر اساس سرشماری سال ۱۳۹۵ جمعیت آن ۹۰۳ نفر شامل ۴۵۳ مرد و ۴۵۰ زن (۳۰۱ خانوار) بوده است.

## وجه تسمیه
بنا به نظر افراد محلی احتمالاً وجه تسمیه موشک، به خاطر این باشد که قبلاً شغل اکثر مردم در موشک کشاورزی بوده و علی‌رغم کوهستانی بودن آن سرزمین سختی نمی‌باشد و برای پرورش میش مناسب بوده است لذا به این نام معروف شده است. و همچنین از طرفی نظریه و نقلی دیگر به این شکل است که موشک ابتدا «میچک» بوده است و برای آن فامیل‌های خانوادگی موجود در روستا را اشاره می‌کنند که هم‌اکنون فامیل بعضی از اهالی یا می‌چکی است یا پسوند می‌چکی دارد.یکی از شاخه‌های کورد و لور هستند، جهت اطلاع از تاریخ موشکان یا میچکان یا موروان به کتاب شرفنامه مهروی مراجعه شود.

## موقعیت و ره‌آورد
در ۱۵کیلومتری شمال‌شرق شهر ریوش، روستایی پرسابقه و کهن بنام موشک وجود دارد که نسبت به سایر روستاهای منطقه از ویژگی‌های خاصی برخوردار است. شرایط خاص جغرافیایی این روستا نسبت به سایر روستاهای منطقه خصوصیات خاصی را برای اهالی آن به ارمغان آورده است. شغل قریب به اتفاق آن‌ها کشاورزی و دامداری است. محصولات عمده کشاورزی آن در بخش زراعت می‌توان از گندم، جو، سیب‌زمینی، نخود و در قسمت باغبانی می‌توان از بادام به عنوان محصول اصلی که بیشتر به صورت دیم کاشت می‌شود نام برد.

## موشک دهکدهٔ قنات‌ها
نکته جالب و قابل توجه در این روستا این است که این نقطهٔ سرشار از منابع آب زیرزمینی است که در بدو ورود به روستا اصلاً قابل تشخیص و مشاهده نیست. به خاطر وفور و فراوانی آب چند «النگ» پرآب و سر سبز دارد که معروف‌ترین آن‌ها «النگ سر مرغ» است. در این روستا حدود ۴۲ رشته قنات وجود دارد.

## نگارخانه

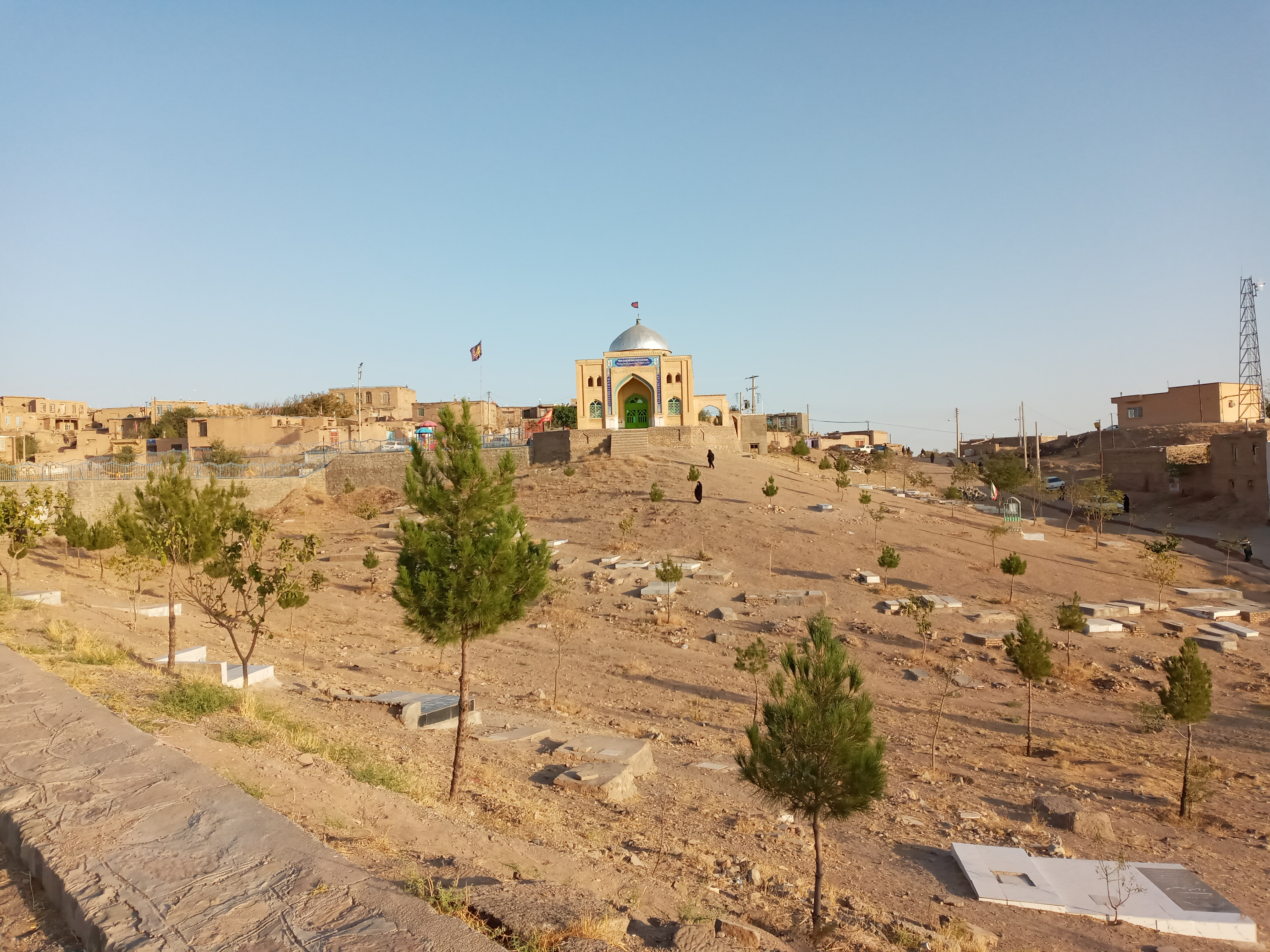
بافت روستا
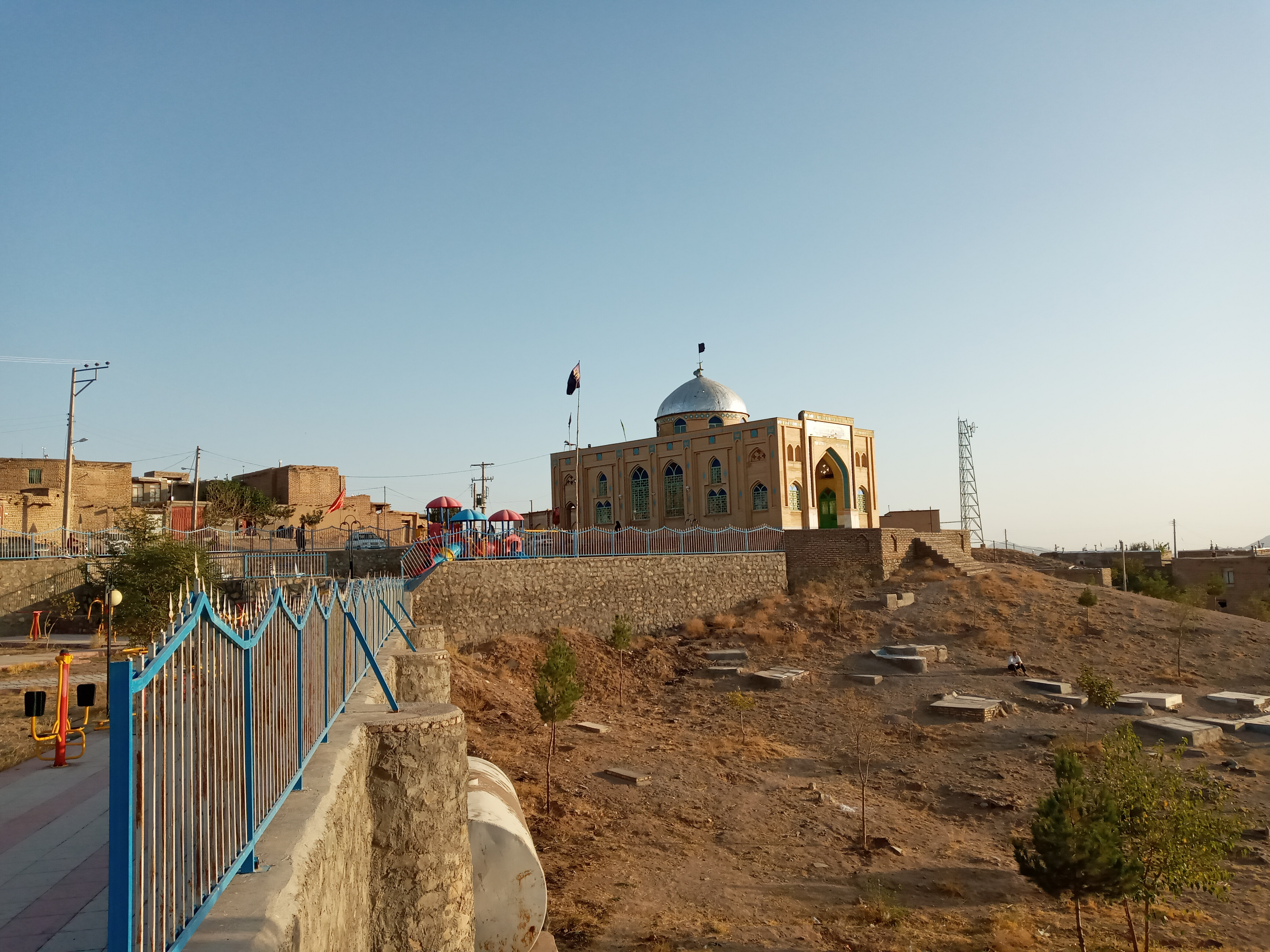
بافت روستا
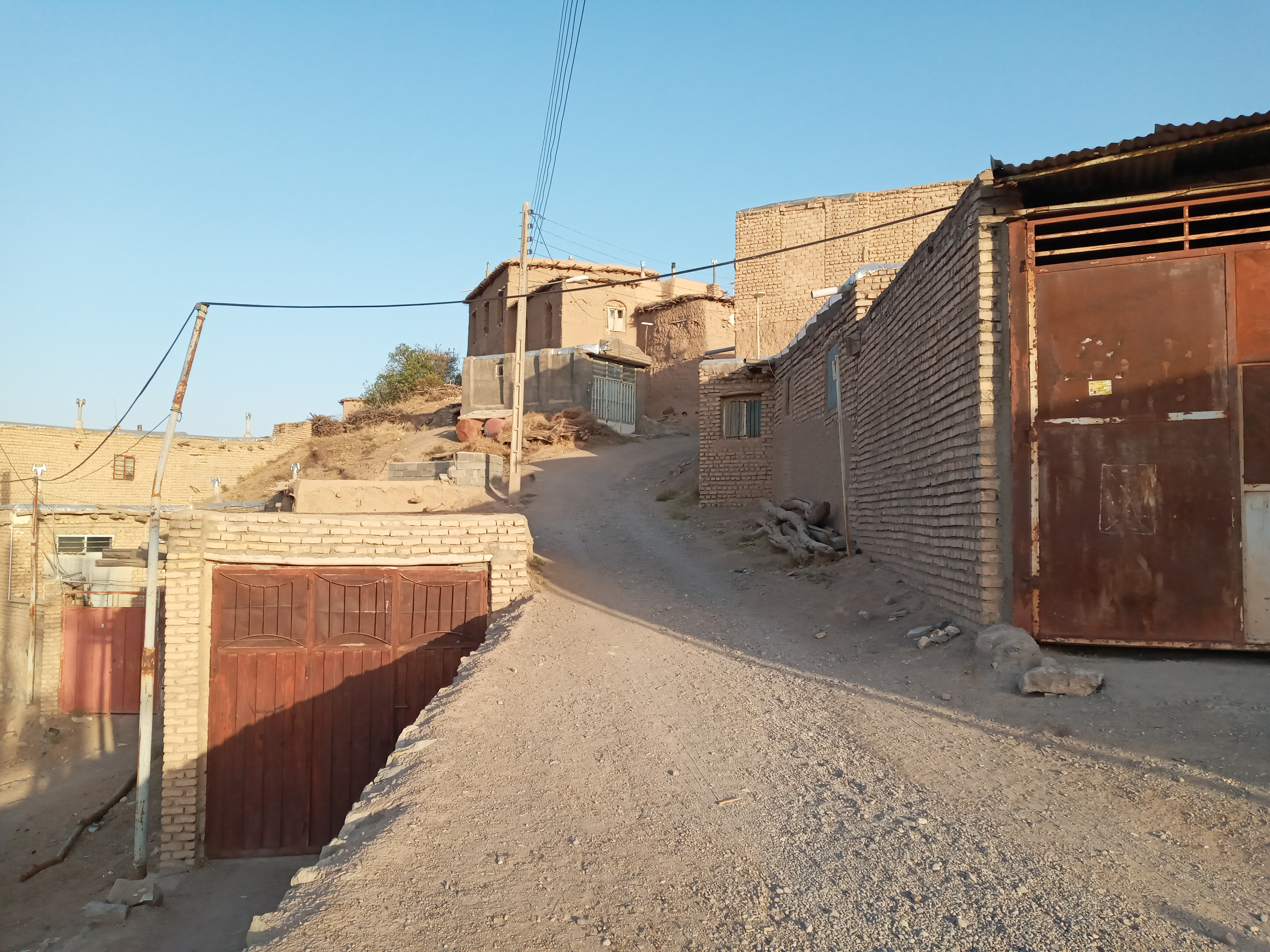
بافت روستا
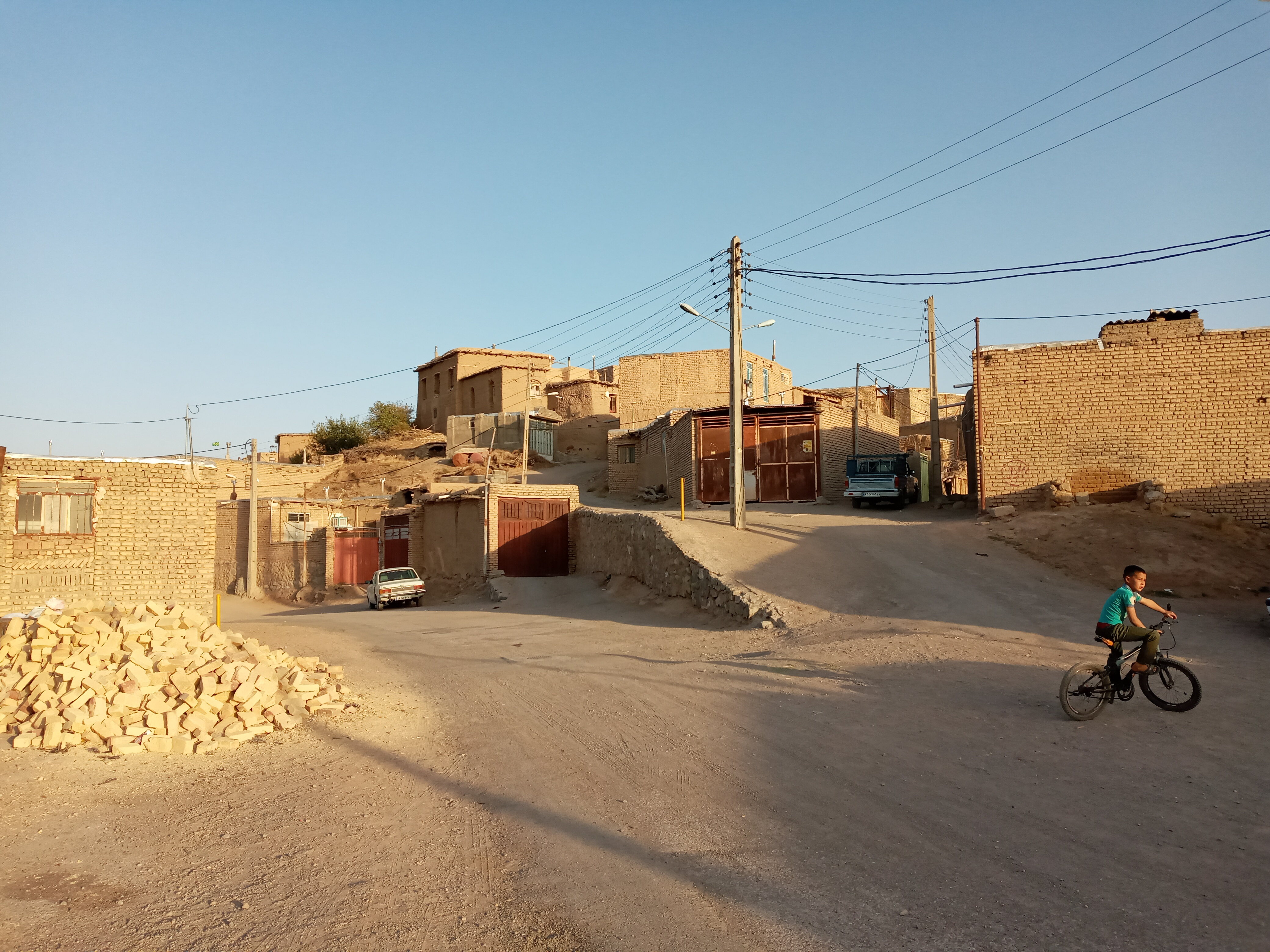
بافت روستا
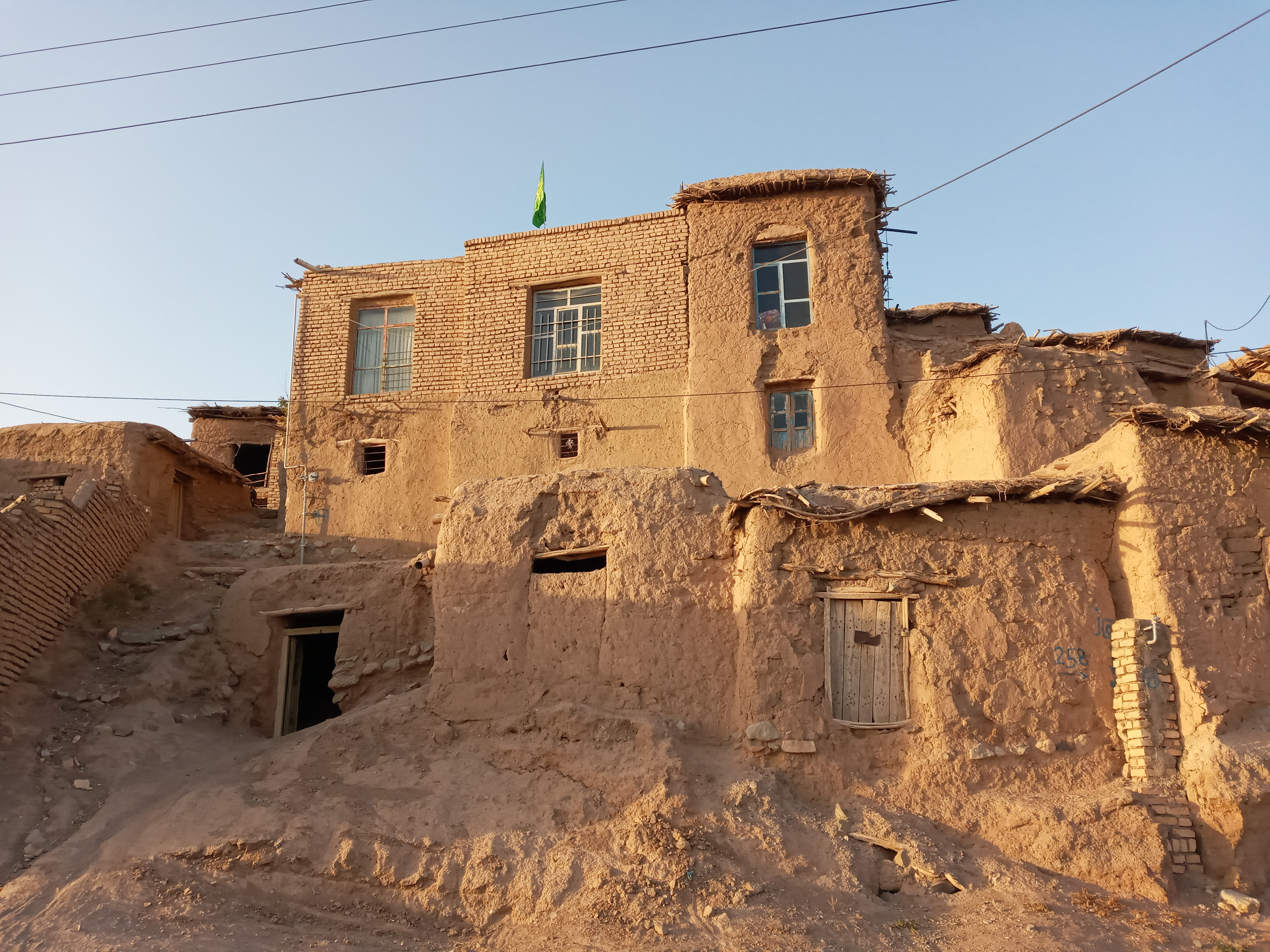
بافت روستا
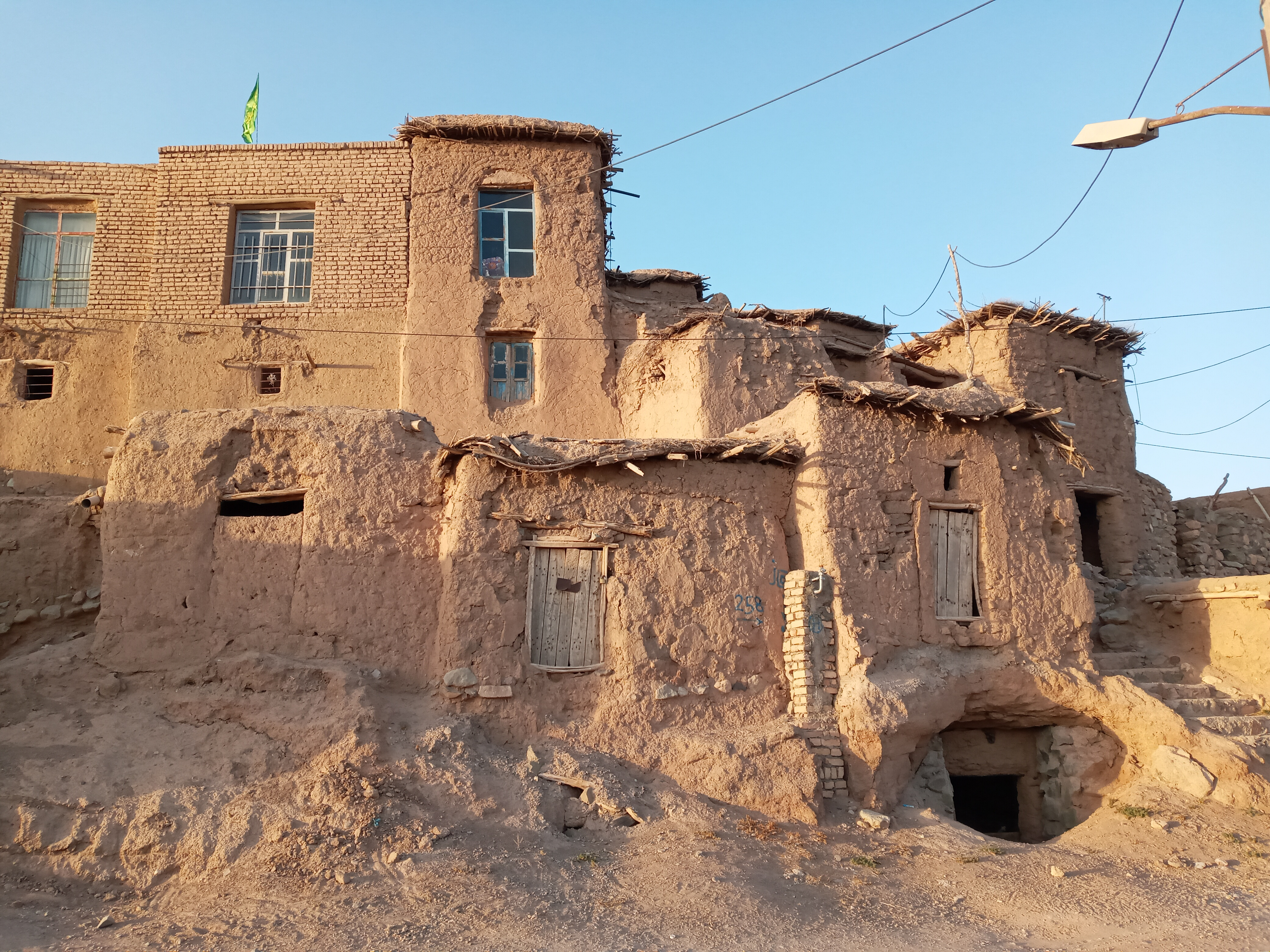
بافت روستا
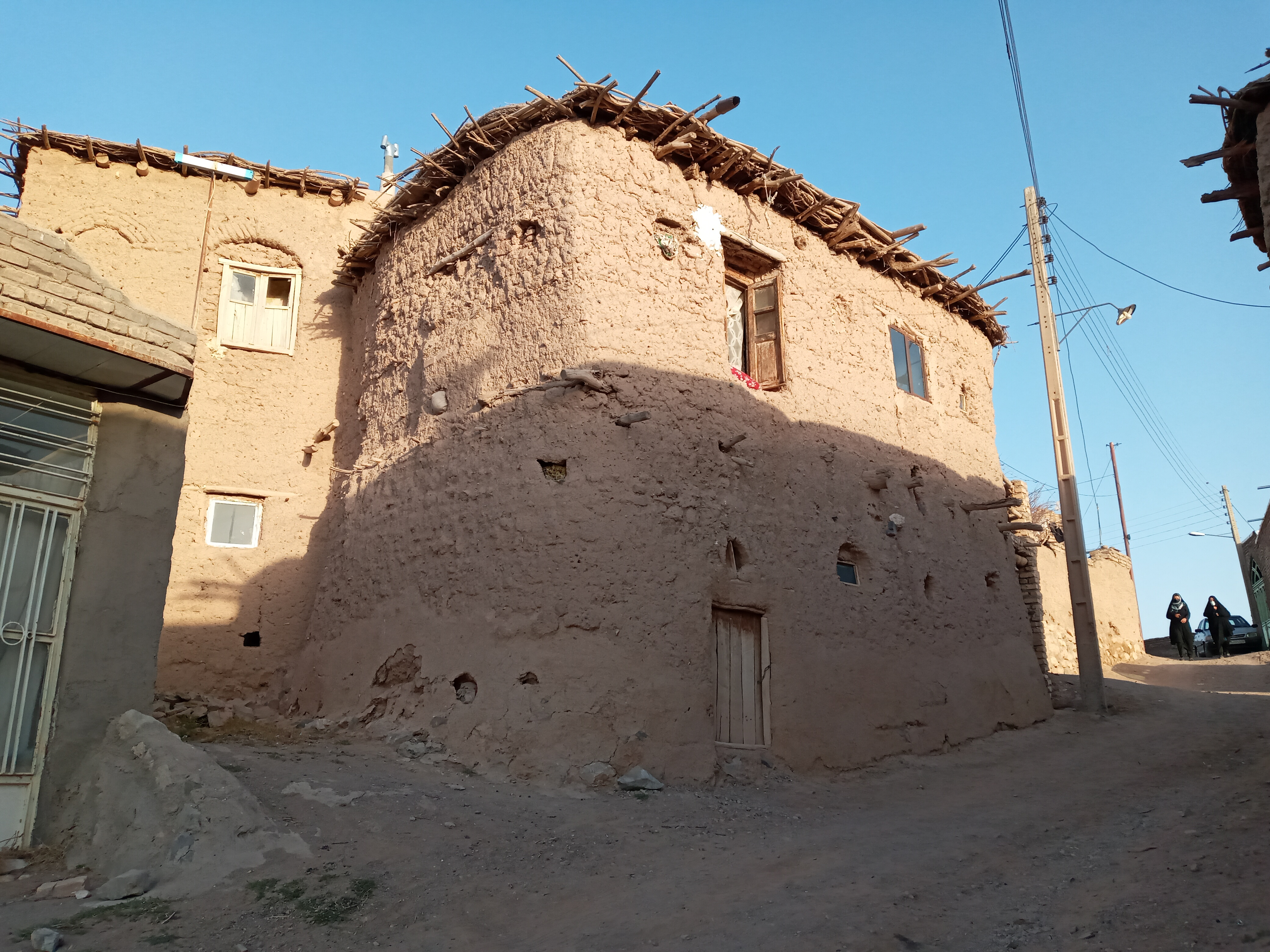
بافت روستا
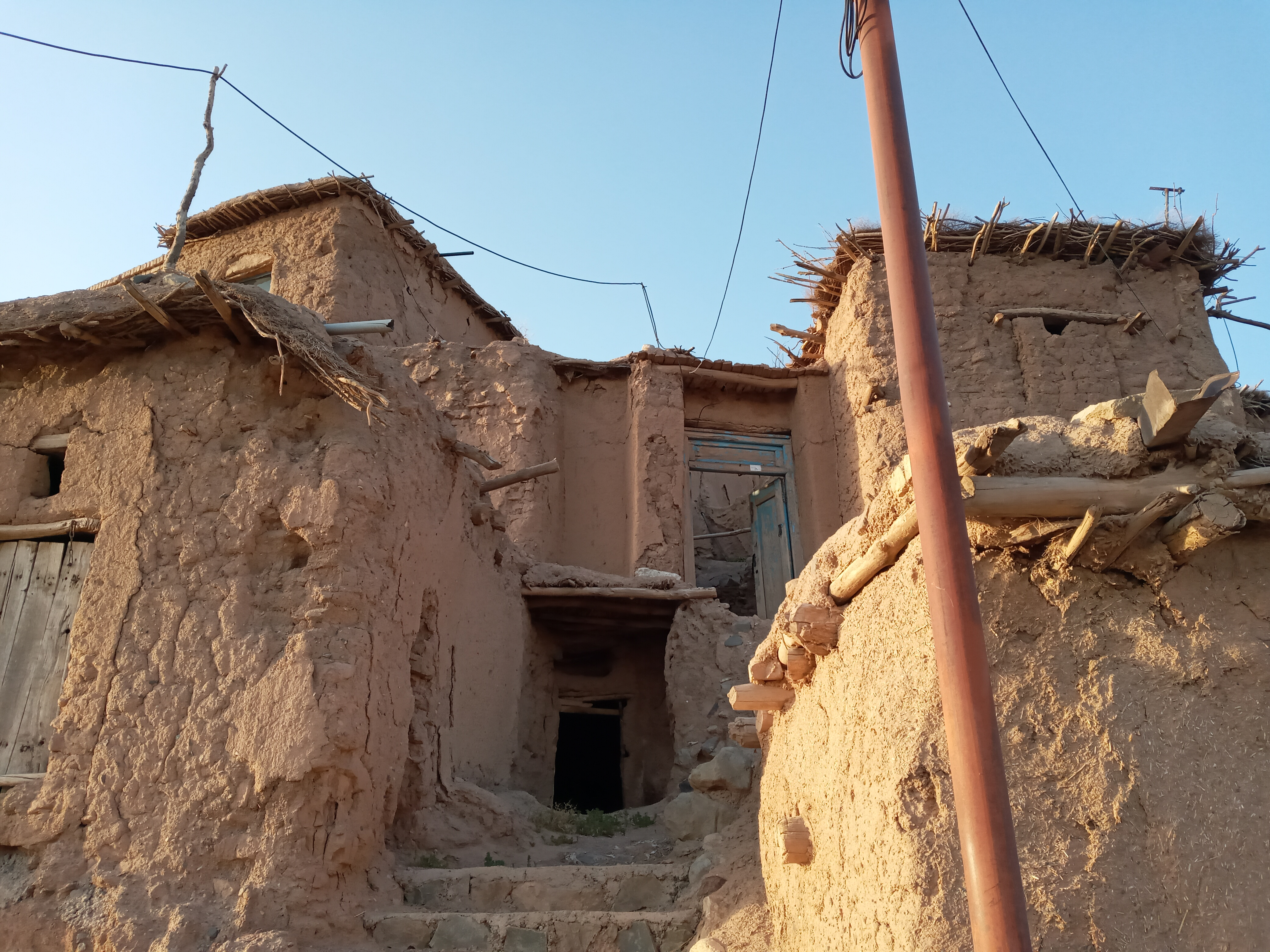
بافت روستا
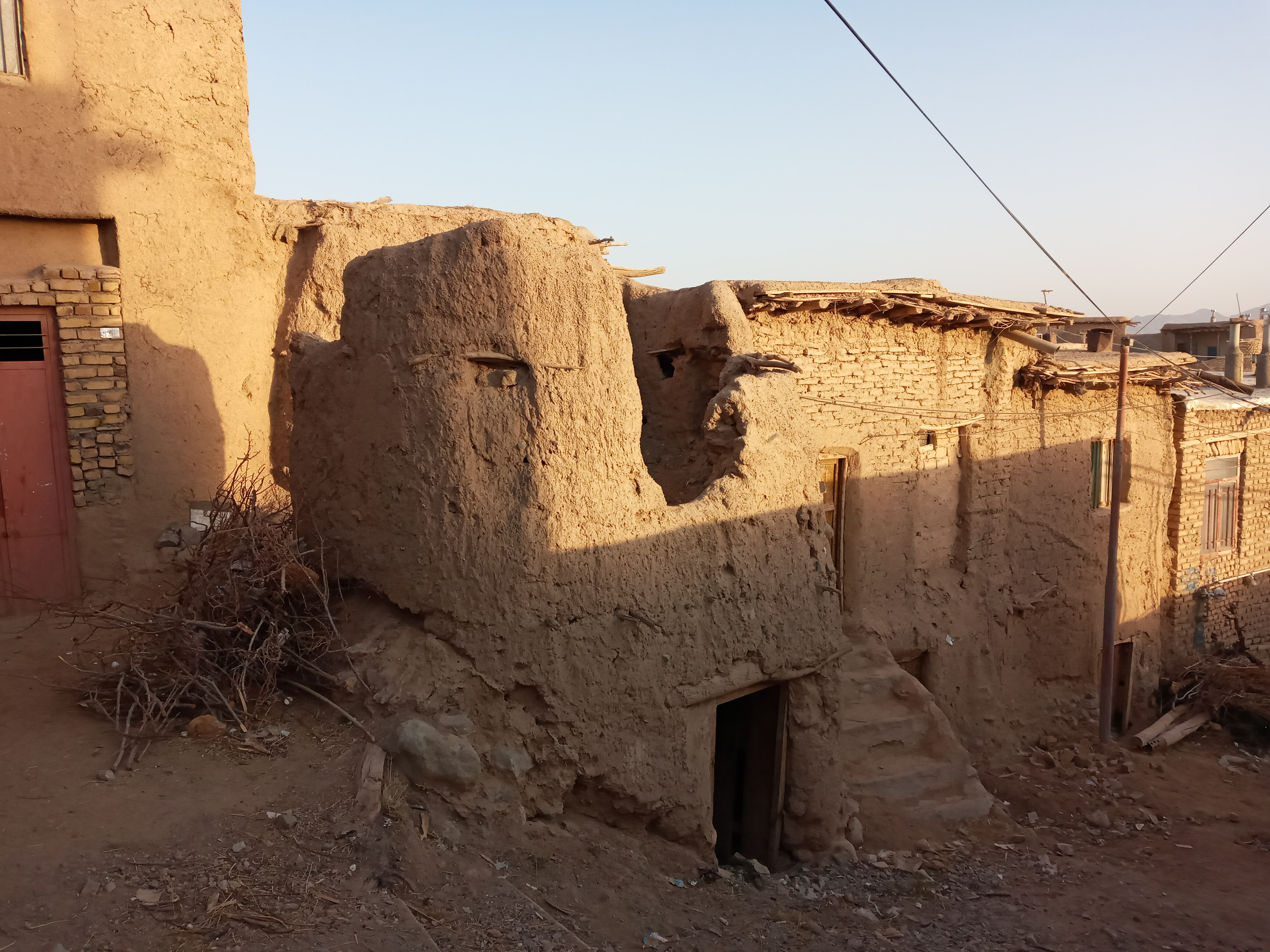
بافت روستا
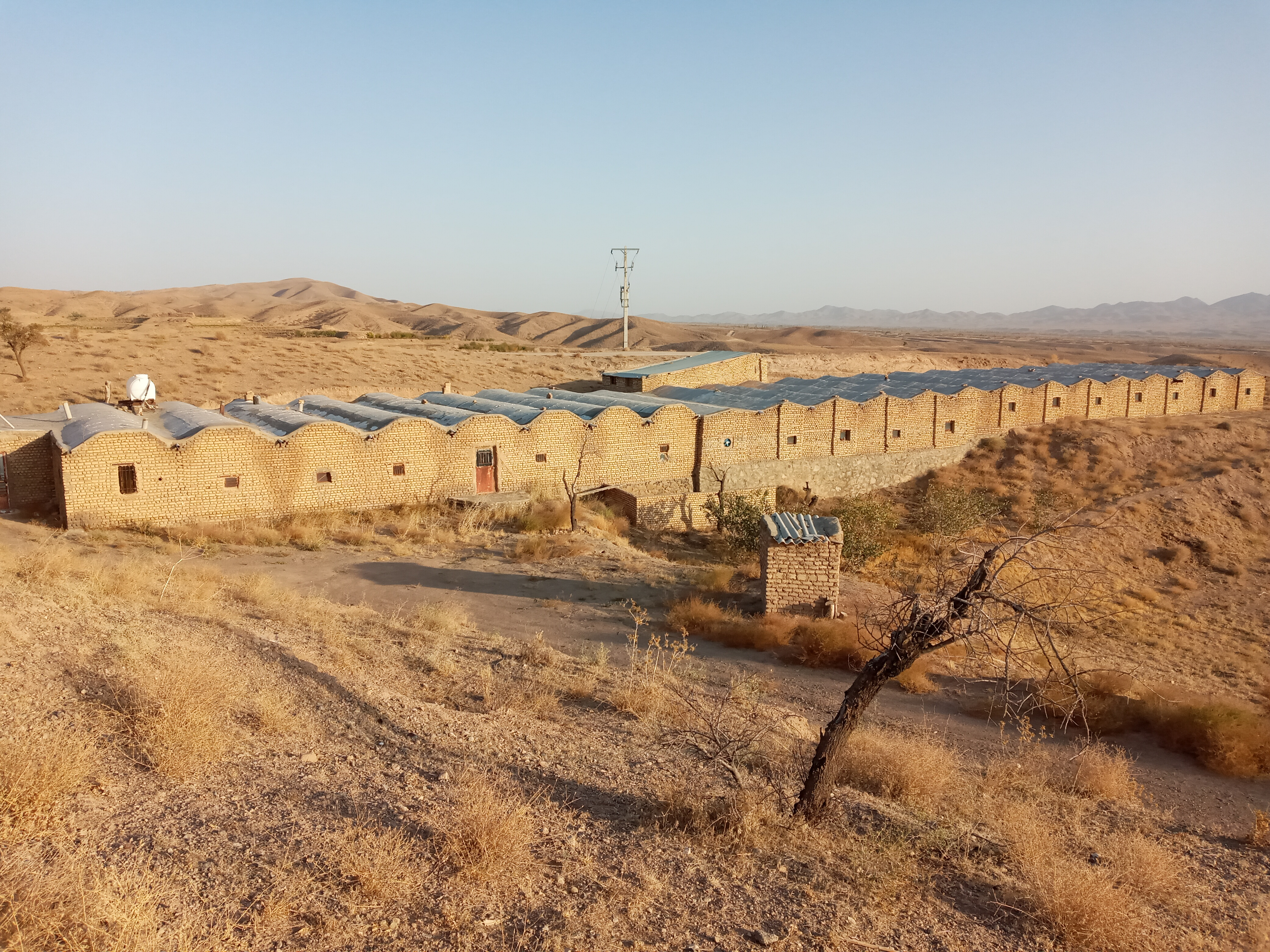
مرغداری روستا
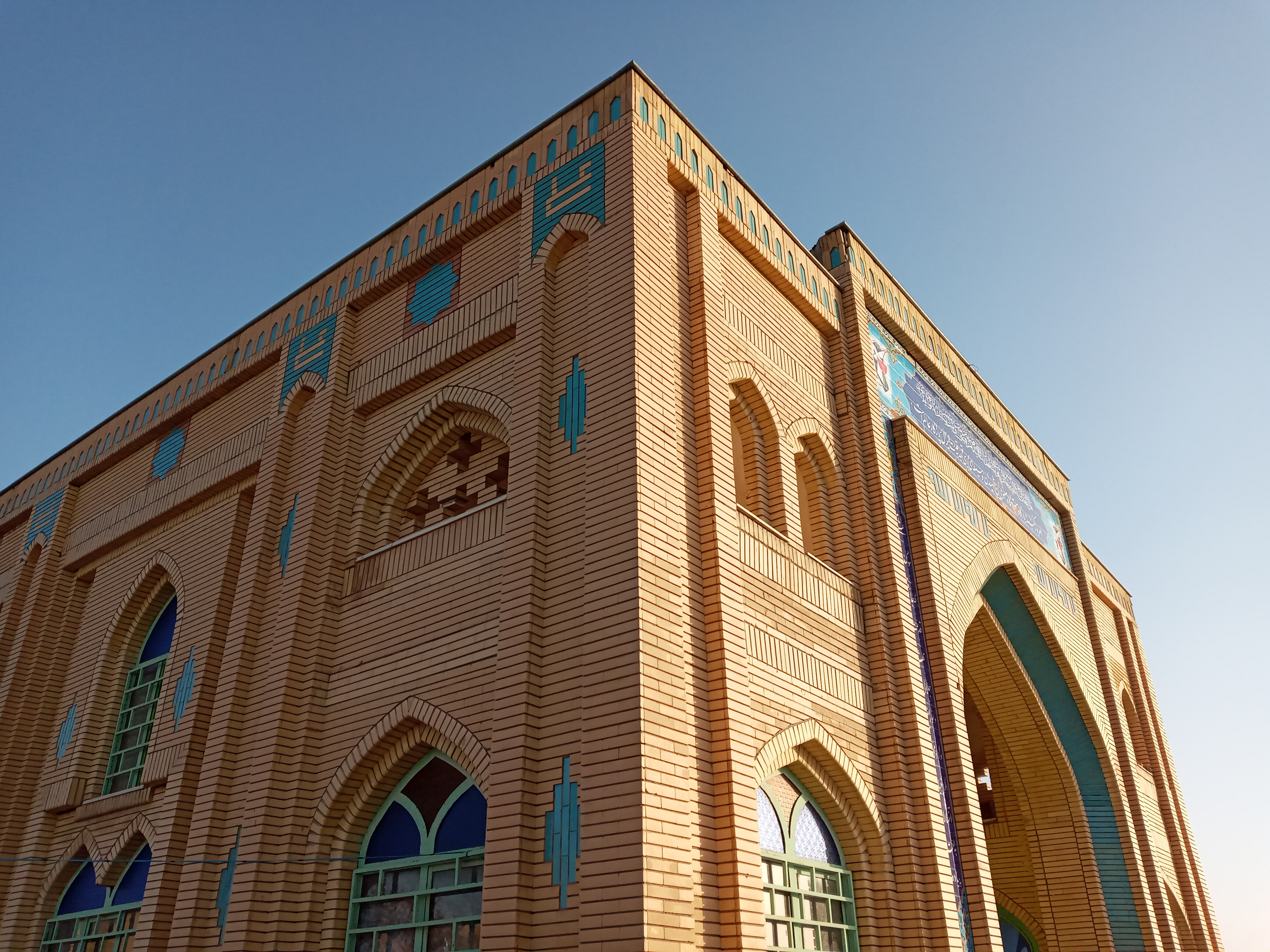
حسینیه شهدای موشک
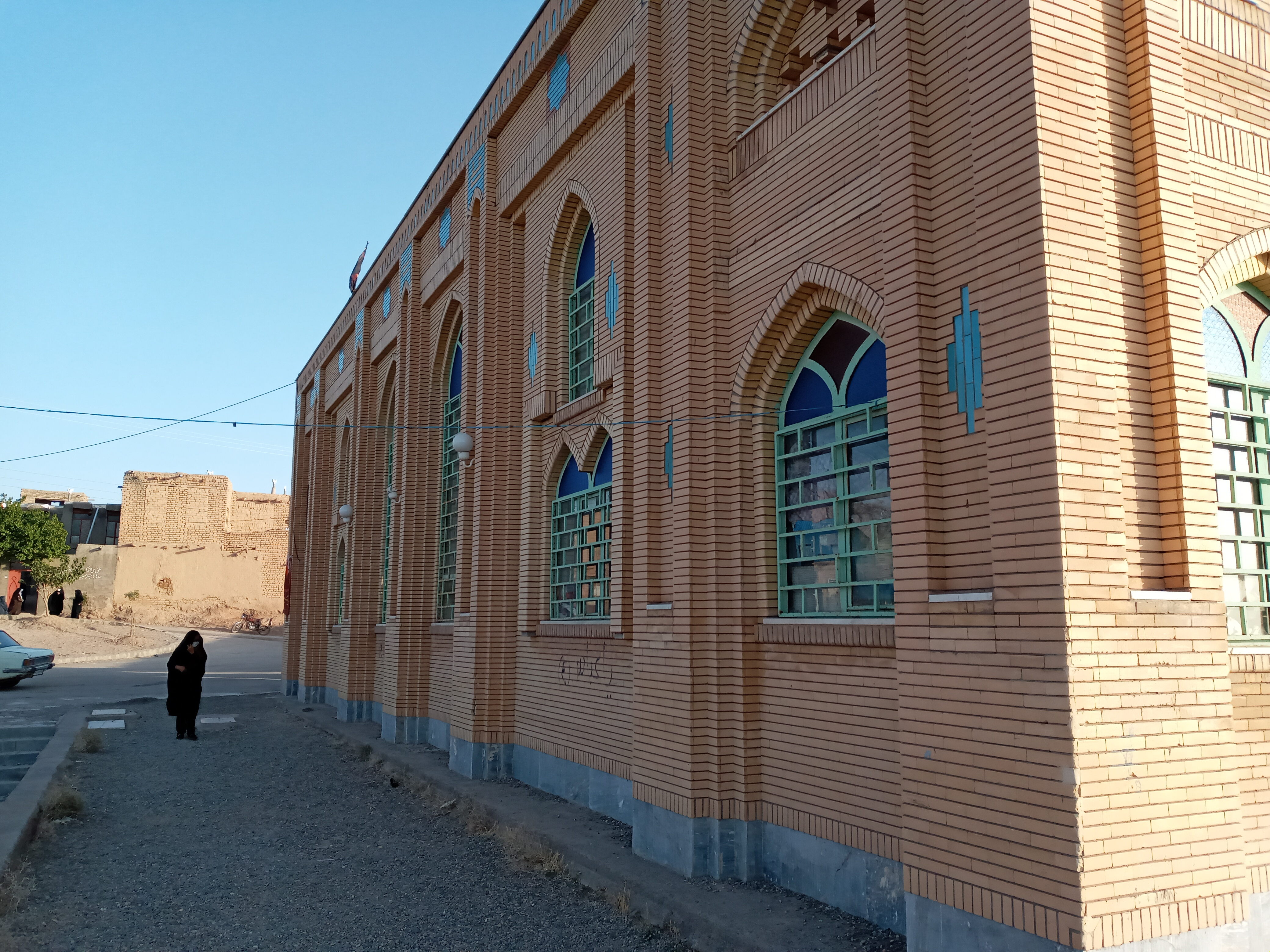
حسینیه شهدای موشک
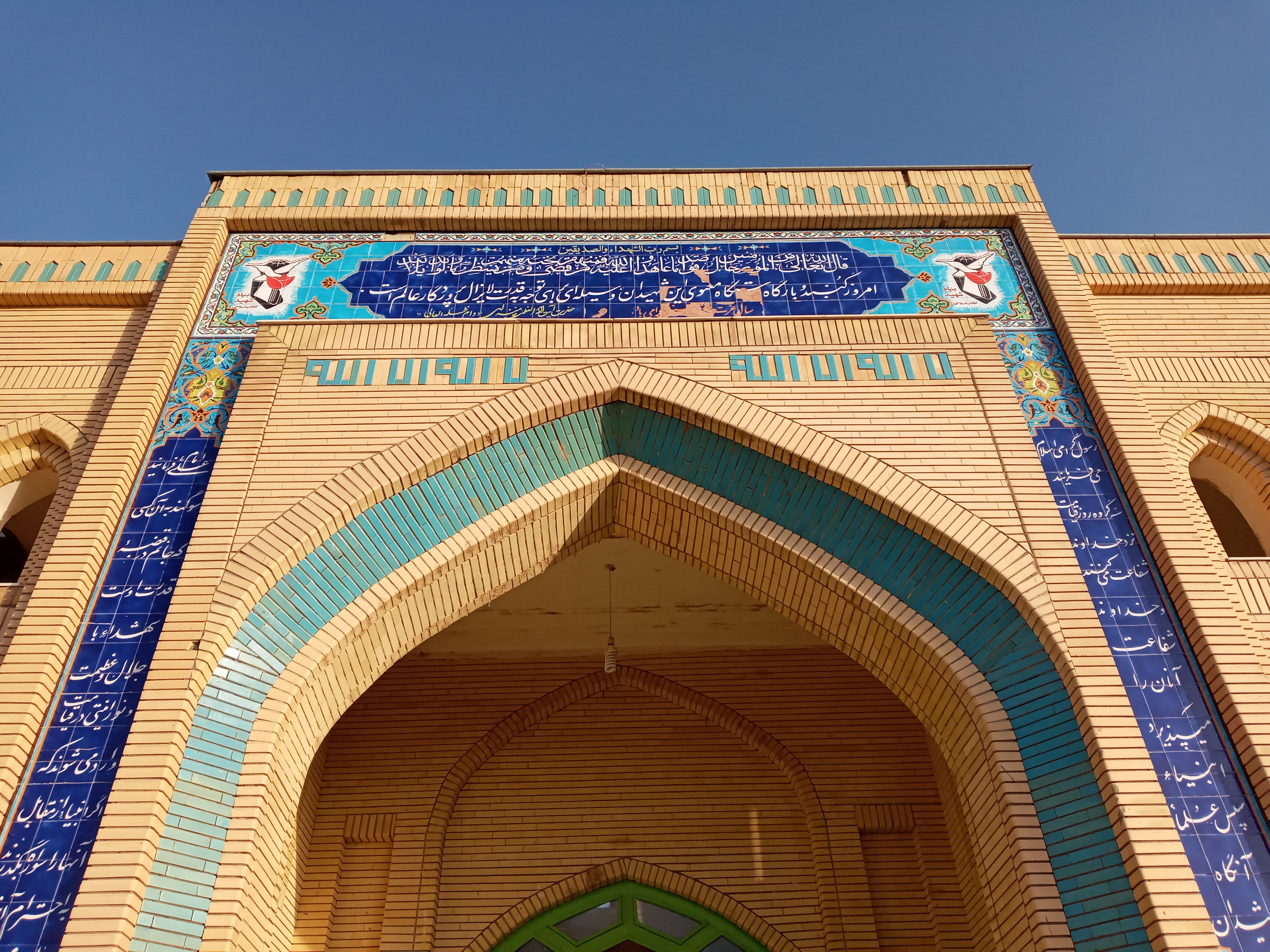
حسینیه شهدای موشک
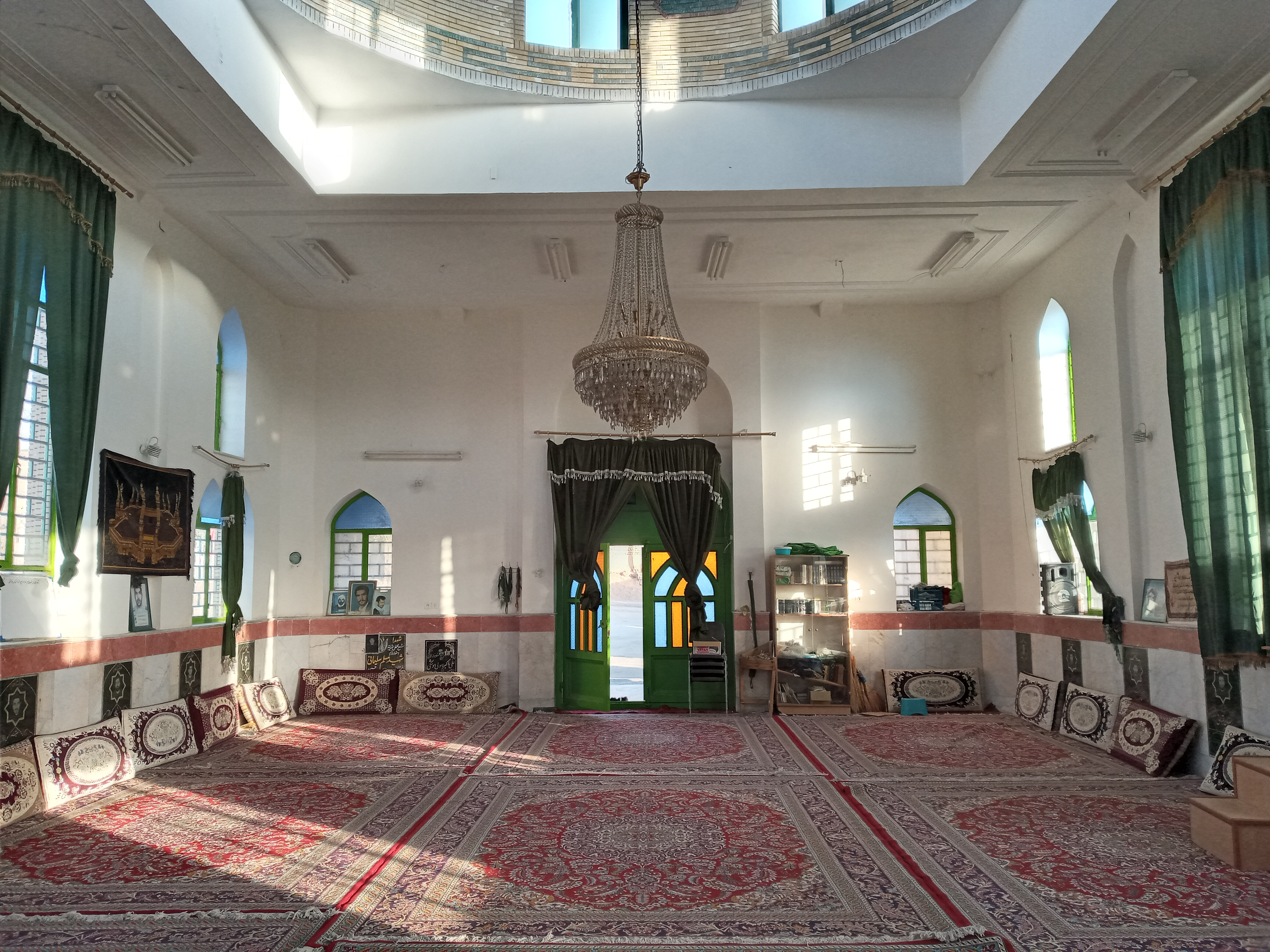
حسینیه شهدای موشک
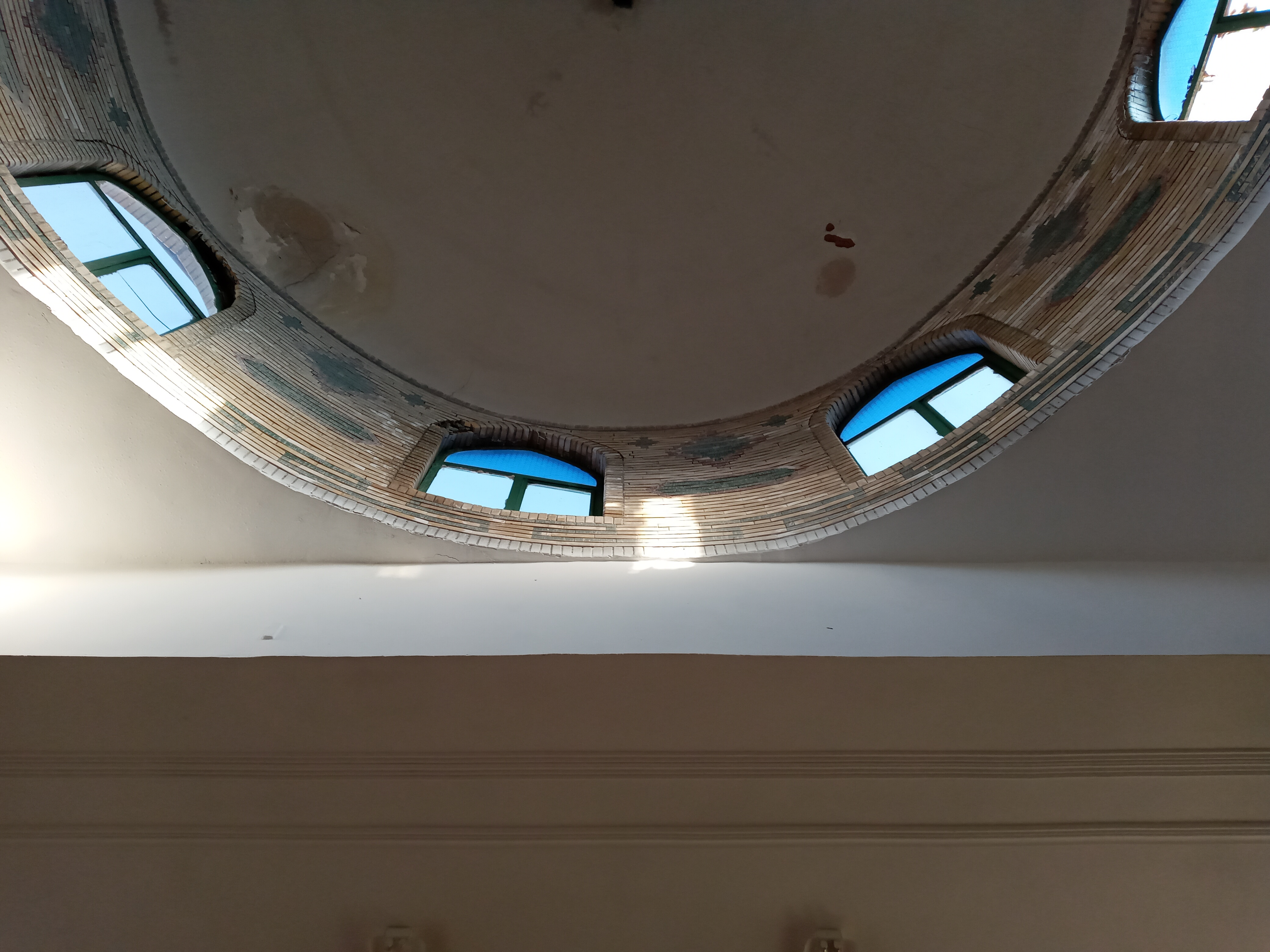
حسینیه شهدای موشک
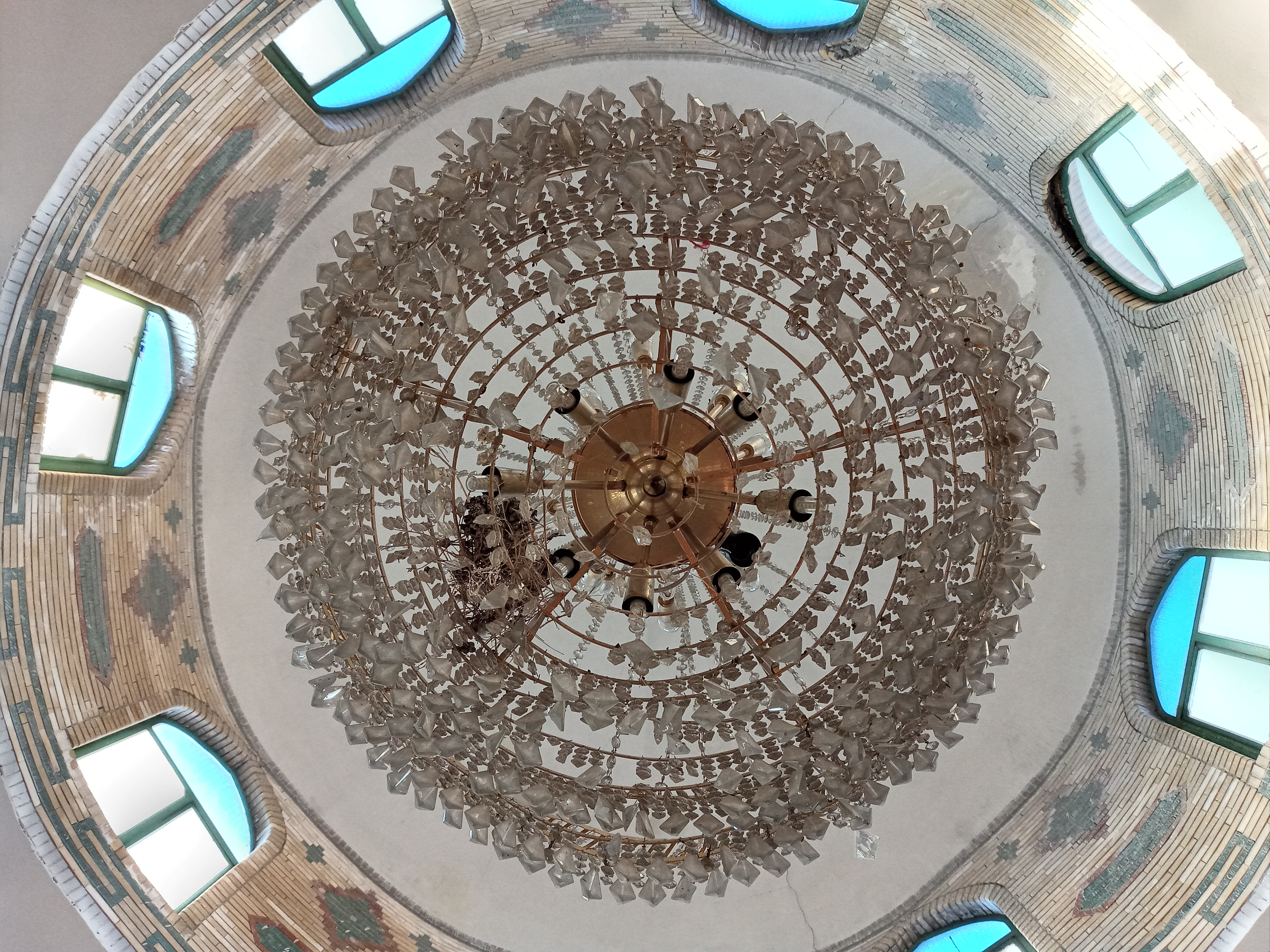
حسینیه شهدای موشک
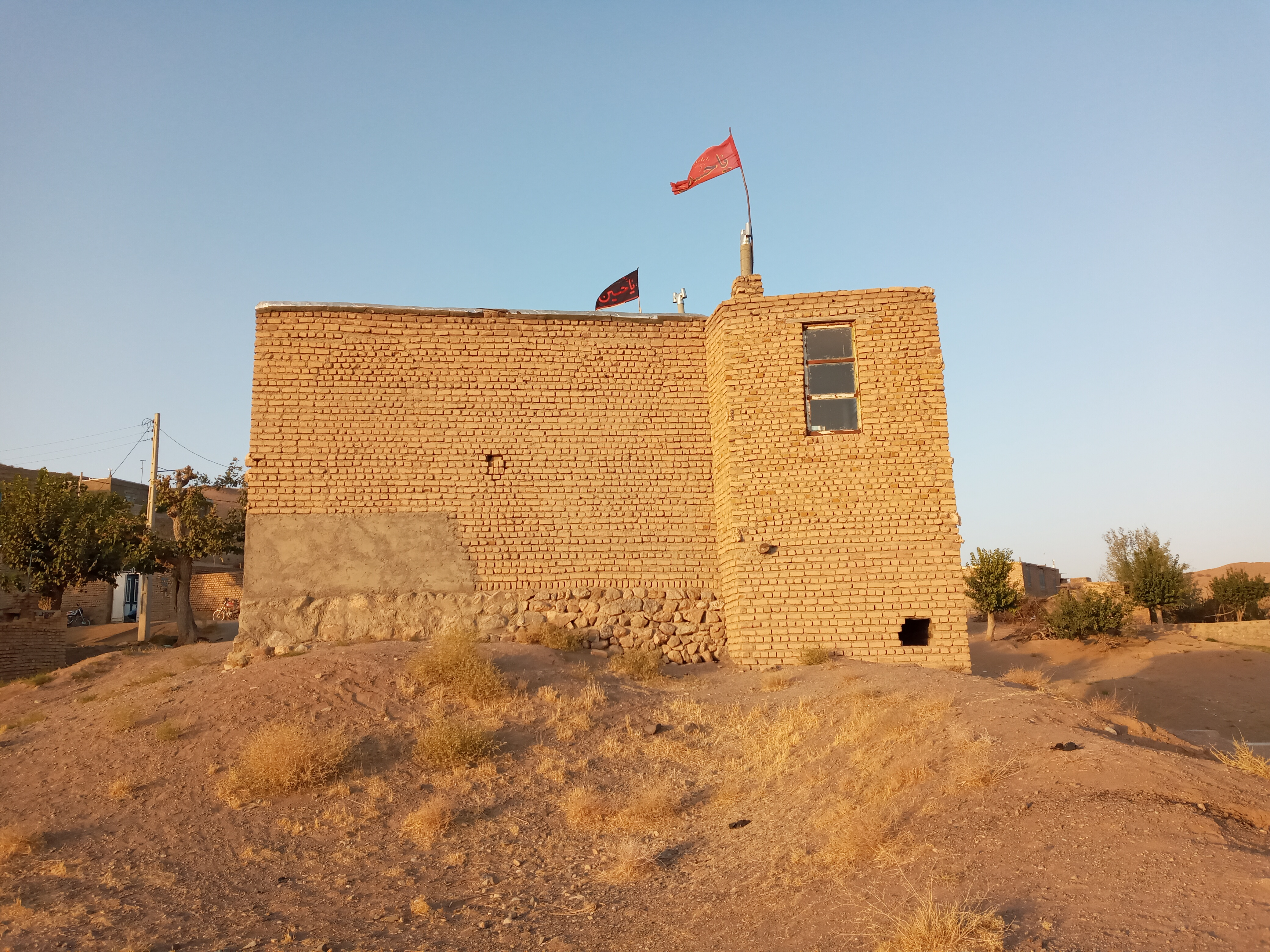
مزار موشک
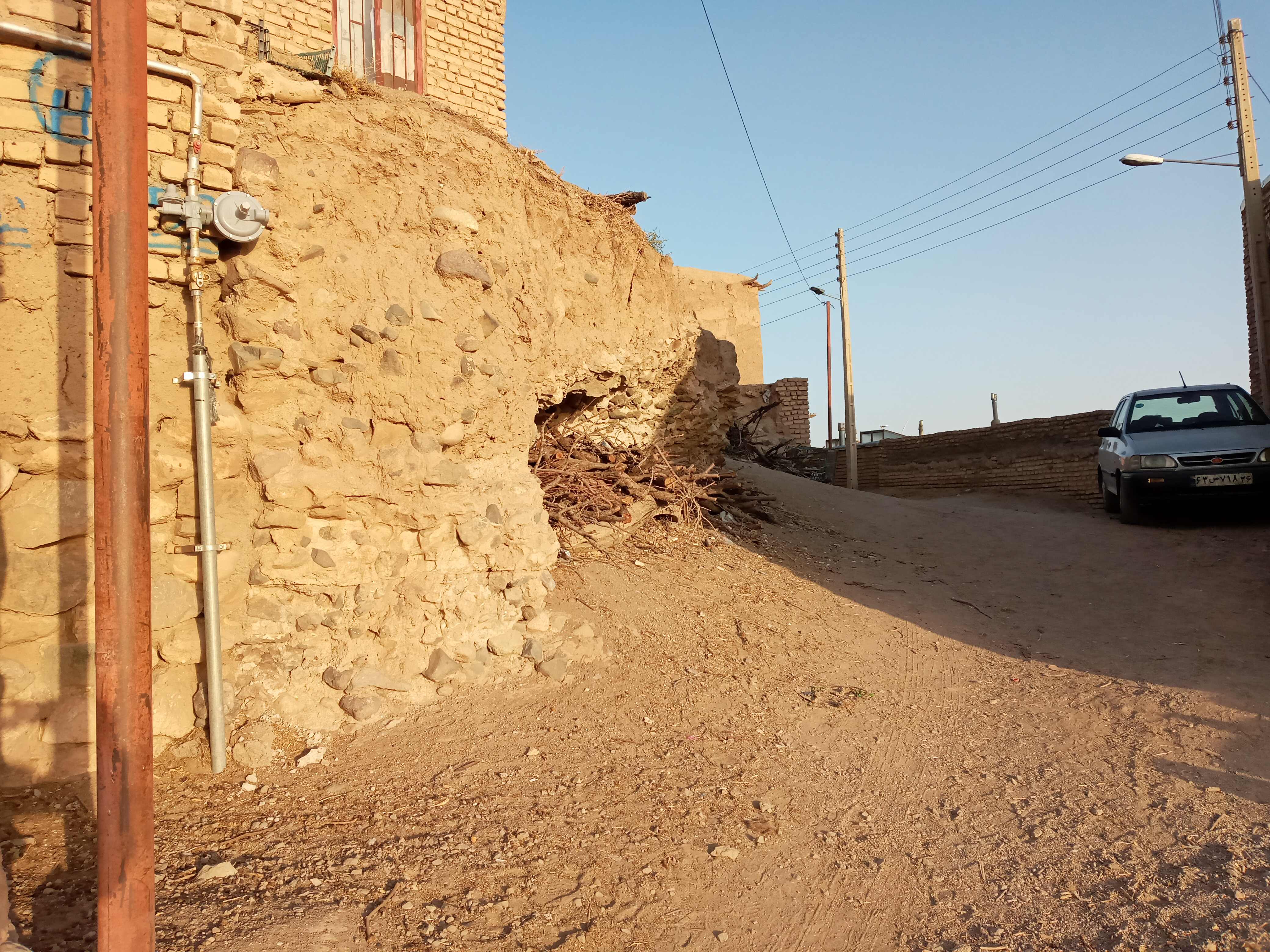
حوض‌انبار موشک
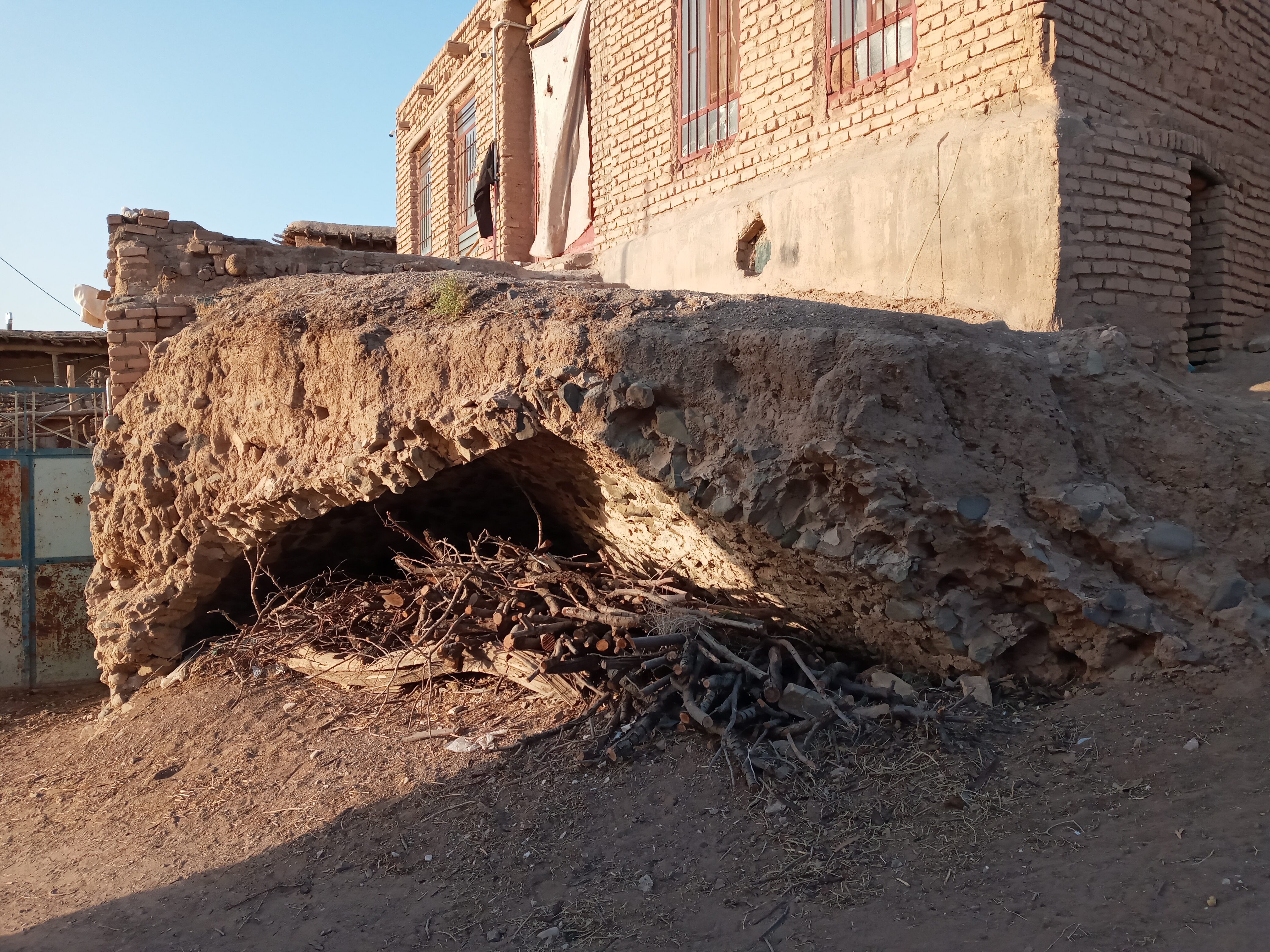
حوض‌انبار موشک
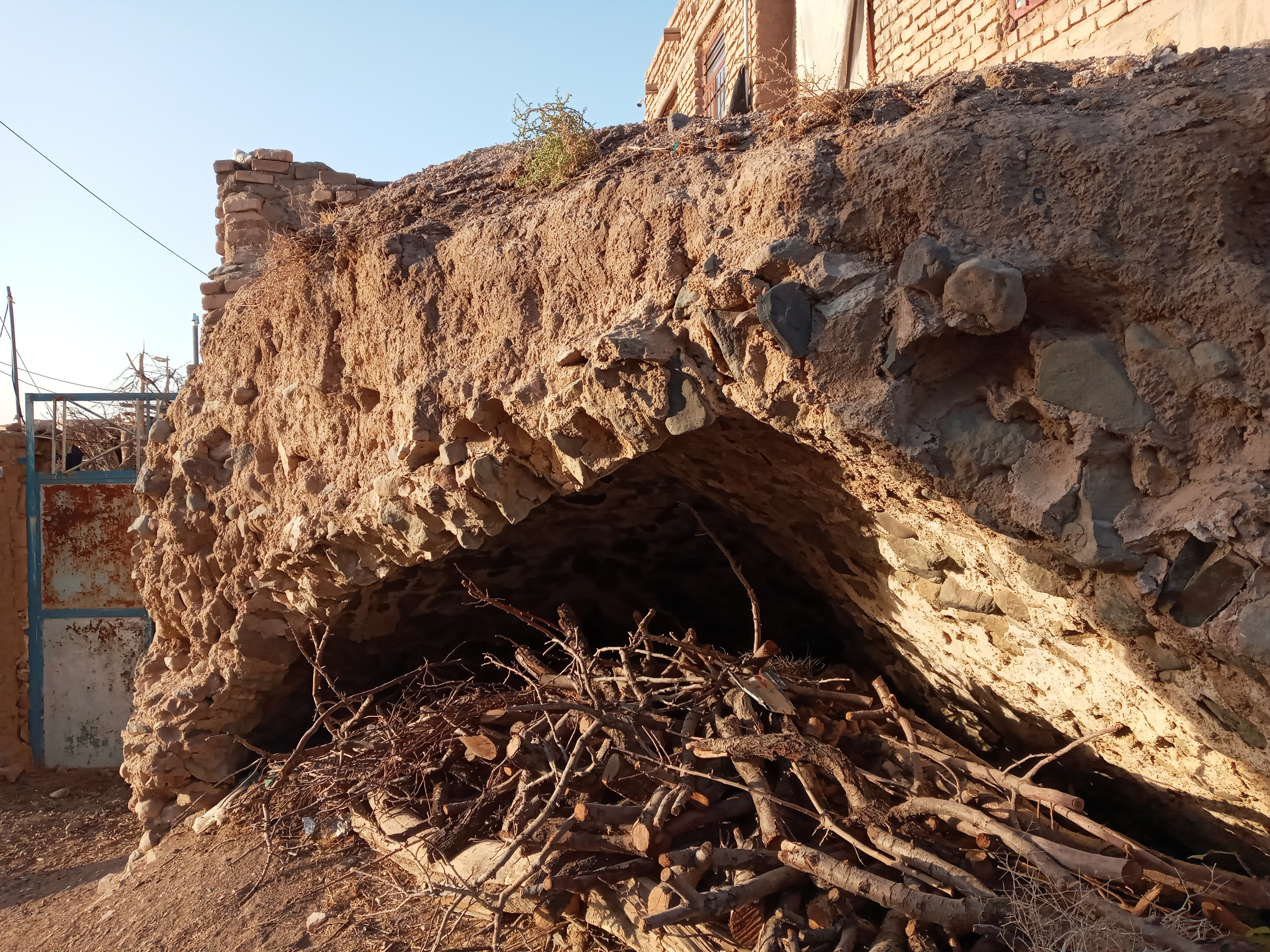
حوض‌انبار موشک
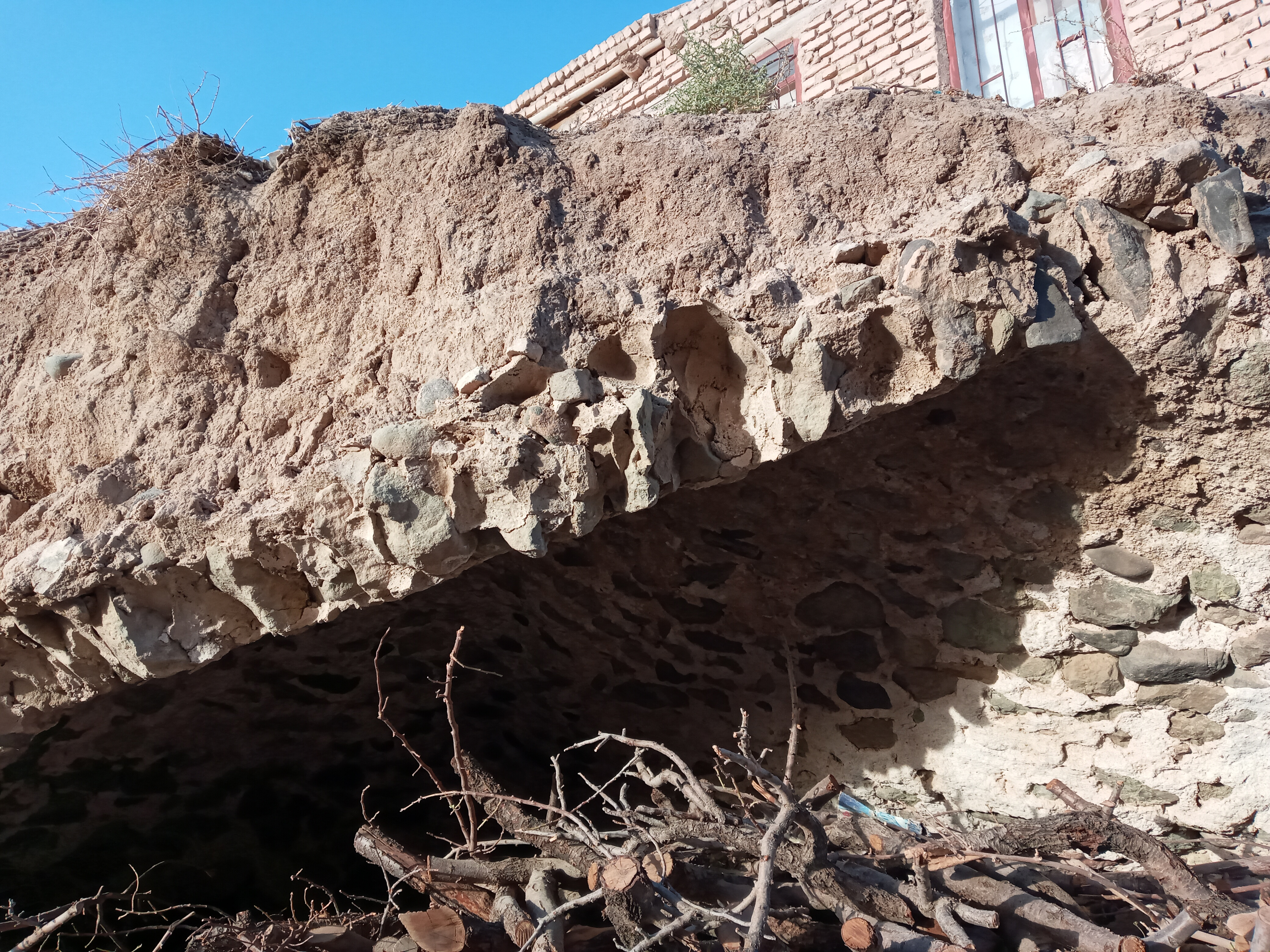
حوض‌انبار موشک
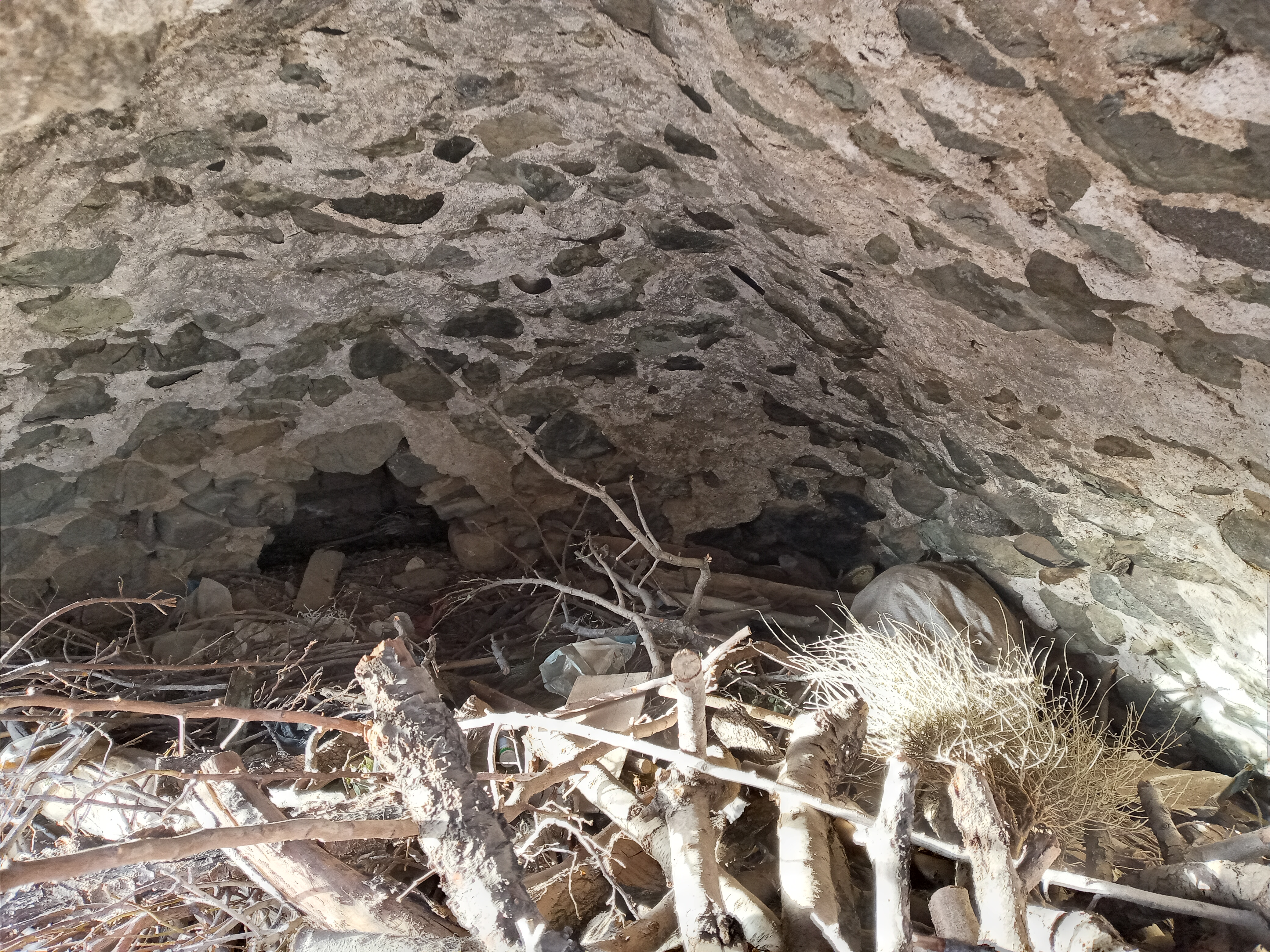
حوض‌انبار موشک